# هولدن وی‌زد کومودور

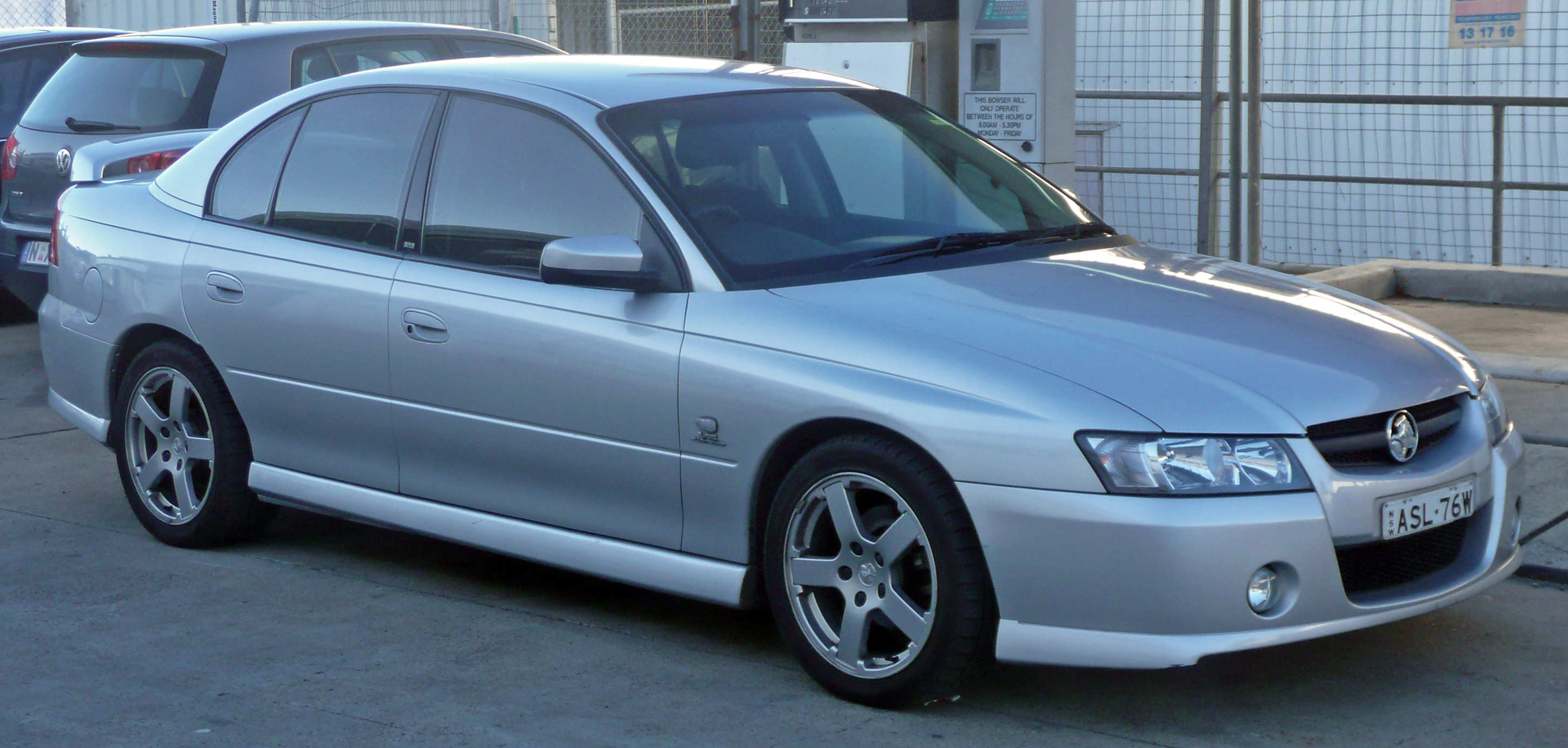

هولدن وی‌زد کومودور (Holden VZ Commodore) خودرویی است که در سال‌های August ۲۰۰۴ تا September ۲۰۰۷در استرالیا تولید شده‌است. طراحی آن خودروهای موتور جلو-محور عقب بوده است. سیستم جعبه‌دندهٔ آن ۵ دنده به دو صورت خودکار و دستی است.